# Штихов Георгій Васильович
Георгій Васильович Штихов (біл. Гео́ргій Васі́левіч Шты́хаў, рос. Гео́ргий Васи́льевич Шты́хов, *14 липня 1927, с. Стара Белиця, Гомельський район — 2 березня 2018) — білоруський археолог, історик-медієвіст, доктор історичних наук, професор, лауреат Державної премії Білорусі.

## Життєпис
Народився в родині службовців.
У 1956—1959 рр. працював учителем у школах Гродненської області та Гомельської області.
У 1956 р. закінчив історичний факультет Білоруського державного університету.
У 1959—1962 рр. навчався в аспірантурі Інституту історії АН БРСР. На формування історичного світогляду Г. Штихова значно вплинули В. М. Ігнатовський і О. Г. Митрофанов.
У 1962—2000 рр. — був молодшим науковим співробітником, старшим науковим співробітником, завідувачем сектору, завідувачем відділу археології та історії Полоцької землі Інституту історії АН БРСР.
У 1965 р. захистив кандидатську дисертацію на тему «Стародавній Полоцьк (IX—XIII ст.)» (науковий керівник — В. Р. Тарасенко).
З 1982 р. очолив постійну комісію з археологічного дослідження древнього Мінська.
У 1983 р. захистив докторську дисертацію за темою «Міста Полоцької землі (IX—XIII ст.)».
У 1987 р став професором.
У 1994—1994 рр. очолював Білоруську асоціацію жертв політичних репресій.
З 2000 р. — головний науковий співробітник відділу археології середньовічного періоду Інституту історії НАН Білорусі.
Наукові інтереси: археологія та історія Білорусі VI—XIII ст., історія та археологія Полоцької землі, джерела білоруської народності. Досліджує міста Полоцької землі і курганні могильники раннього Середньовіччя північної та центральної Білорусі. Керував експедиціями з вивчення Полоцька, Заславля, Вітебська, Борисова, Лукомля, Логойська, Кописі, а також, у 2006 р. проводив розкопки археологічного пам'ятника «Баронікі» — городище біля с. Баронікі Вітебського району, яке знаходиться на північно-східній околиці села, на лівому березі р. Лучоса.
Підготував 2 докторів наук і 19 кандидатів наук.

## Нагороди
Від 1990 р. — лауреат Державної премії Білорусі.

## Праці
Автор понад 490 робіт.
- Галасы далёкіх продкаў. — Мн., 1968 г.
- Археологическая карта Беларуси. — Вып. 2. — Мн., 1971 г.
- Ажываюць сівыя стагоддзі. — Мн., 1974 г.
- Древний Полоцк: IX—XIII вв. — Мн., 1975 г.
- Города Белоруссии по летописям и раскопам (IX—XIII вв.). — Мн., 1975 г.
- Города Полоцкой земли (IX—XIII вв.). — Мн., 1978 г.
- Крывічы: Па матэрыялах раскопак курганоў у Паўночнай Беларусь — Мн., 1992 г.
- Гісторыя Беларусі: ад старажытных часоў да канца XIII ст. Вучэб. дапам. — Мн., 1994 г.
- Гісторыя Беларусі ў сярэднія вякі: Мн., 1996 г.
- Старажытныя дзяржавы на тэрыторыі Беларусі. — Мн., 1999 г.
- Гісторыя Беларусі ў сярэднія вякі: Падручнік для 6-га кл. агульнаадукацыйнай школы. — Мн.: Народная асвета, 2001 г.
- Мінск — сталіца ўдзельнага княства Полацкай зямлі // Гісторыя Мінска. — Мн., 2006 г.
- Лукомль: археологический комплекс железного века и средневековья.— Мн., 2014 г.
- Узнікненне Лагойска. Гісторыка-археалагічны нарыс. — Мінск: Беларус. навука, 2015. — 106 с.